# Sulanyah
Sulanyah is een bestuurslaag in het regentschap Buleleng van de provincie Bali, Indonesië. Sulanyah telt 1986 inwoners (volkstelling 2010).